# Erik Bertil Holmberg
Erik Bertil Holmberg (* 13. November 1908 in Tofteryd; † 2. März 2000 in Partille) war ein schwedischer Astronom.

## Leben
Den Doktortitel erhielt er 1937 an der Universität Lund für eine Untersuchung von Doppel- und Mehrfachgalaxien unter Anleitung von Knut Lundmark. Er war Professor am Observatorium von Lund und später Professor und Direktor am Astronomischen Observatorium der Universität Uppsala.

## Wissenschaftliche Arbeit
Er wurde bekannt für seine Untersuchungen über die Wechselwirkung von Galaxien. Schon 1941 simulierte er die gravitativen Kräfte, die bei der Interaktion zwischen zwei Galaxien entstehen. Er verwendete dazu eine Anordnung von Glühlampen, die in ihrer Anordnung die Verteilung der Galaxien und mit ihrer Helligkeit die jeweilige lokale Stärke des Gravitationsfeldes darstellen. Mit der Hilfe von Photozellen konnte er so die Begegnung zweier Galaxien messen und fand heraus, dass zwei sich begegnende Galaxien oft zu einer großen Galaxie verschmelzen. Seine Ergebnisse konnten allerdings erst etwa 20 Jahre später bestätigt werden, als die Computer gut genug für die Berechnung solcher Wechselwirkungen waren.
Später beschäftigte er sich mit der Auswertungen von Beobachtungsdaten (Messung der Helligkeit von Galaxien) und definierte den nach ihm benannten Holmberg-Radius. Mit diesem Wert ist es möglich, den Radius einer Galaxie unabhängig von ihrer Orientierung im Raum abzuschätzen. Dabei wird der Radius gemessen, an dem die Oberflächenhelligkeit 26,5 Magnituden pro Quadratbogensekunde beträgt (gemessen im blauen Wellenlängenbereich des sichtbaren Licht). Holmberg fand außerdem einen Zusammenhang zwischen der Helligkeit einer Galaxie und ihrer Farbe (Holmberg-Beziehung) und zeigte, dass elliptische Galaxien im Allgemeinen älter sind als Spiralgalaxien.